# Hospital Infanta Margarita
El Hospital Infanta Margarita es un centro hospitalario gestionado por el Servicio Andaluz de Salud, ubicado en el municipio español de Cabra. Se inauguró el 25 de junio de 1982. Se trata del segundo hospital en tamaño y relevancia de la provincia de Córdoba tras el hospital Reina Sofía de Córdoba.

## Historia
Cabra fue considerada como cabeza sanitaria de la comarca Subbética desde 1965.
El 26 de febrero de 1975, el Ayuntamiento de Cabra solicita al ministro de Trabajo Licinio de la Fuente la construcción de un hospital en la localidad. La construcción fue aprobada en el Consejo de Ministros celebrado en Sevilla el 2 de abril de 1976. En una visita al palacio de la Zarzuela del alcalde socialista Juan Muñoz para entregarle al monarca Juan Carlos I la Medalla de Oro de la Ciudad, solicitó que el nuevo hospital llevara el nombre de su hermana la infanta Margarita de Borbón, que ya había visitado la ciudad en varias ocasiones debido a los orígenes egabrenses de su esposo, Carlos Zurita. Esta solicitud fue aprobada por el monarca.
Las obras comienzan en 1976, que quedaron paralizadas en 1978 por la quiebra de la empresa constructora. El alcalde Eduardo Nogueras llegó a amenazar con la dimisión en bloque si no se renaudaban las obras antes de final de año, pero estas finalmente terminaron en 1980 con un presupuesto de 600 millones de pesetas. La inauguración oficial llegaría el 25 de junio de 1982 con la presencia de la infanta Margarita de Borbón, quien llegó a apadrinar a la primera nacida en este hospital, llamada Margarita en su honor.
En 1991 se amplió su capacidad con la construcción de un edificio anexo de 1355 metros cuadrados y tres plantas. En 2003 se inauguró otro edificio nuevo para albergar la cafetería-restaurante del complejo hospitalario.
El hospital celebró su 25 aniversario en el año 2007, en el que también estuvo presente la Infanta Margarita. En 2011 culmina el Plan de Modernización en el que se construyen alrededor de 3000 metros cuadrados de nuevos espacios y se remodelan más de 5500 metros cuadrados de espacios previamente construidos.

## Área de influencia
Dentro del Sistema Sanitario Público de Andalucía, está catalogado como Hospital Comarcal y cubre la atención médica especializada del Distrito Sanitario Sur de Córdoba, que comprende los municipios de Baena, Cabra, Lucena, Priego, Benamejí, Iznájar, Rute y Doña Mencía que tenían en 2011 una población de 156.291 habitantes.

## Centros sanitarios
- Hospital de Día de Salud Mental Infanta Margarita
- Unidad de Hospitalización de Salud Mental Infanta Margarita
- Unidad de Salud Mental Comunitaria Cabra
- Unidad de Salud Mental Comunitaria Lucena

## Unidades de gestión clínica
Las unidades de gestión clínica activas en 2011 fueron:
- Aparato locomotor y rehabilitación (intercentros e internivel) con DS Córdoba Sur y EP Alto Guadalquivir
- Radiodiagnóstico (internivel) con DS Córdoba Sur
- Salud mental (internivel) con DS Córdoba Sur
- Traumatología
- Urología (intercentros) con AGS Norte de Córdoba y H. Reina Sofía
- Bloque quirúrgico
- Cirugía y dermatología
- Cuidados intensivos y urgencias hospitalarias
- Farmacia hospitalaria
- Ginecología y obstetricia
- Laboratorio
- Medicina interna
- Pediatría y neonatología

## Datos básicos
Los principales datos básicos de funcionamiento en 2010 del hospital son:
Personal
- Facultativos: 141. Personal sanitario no facultativo: 465. Personal no sanitario: 256

Infraestructura
- Unidades clínicas: 13. Camas instaladas: 258. Quirófanos: 7. Paritorios:3

Equipamiento
- Salas Rayos X: 3. Ecógrafos: 12. Salas de mamografías: 1. TAC: 1. Ecocardiógrafos: 2. Láser oftalmológico: 2. Retinógrafo/Angiógrafos: 1

Actividad
- Ingresos: 10.126. Estancia media: 6.11. Urgencias: 55.630. Consultas: 206.635

Intervenciones quirúrgicas
- Programadas: 1573. Urgentes: 6788. Ambulatorias: 5558 Partos vaginales: 816